# Ichinoseki
Ichinoseki (一関市, Ichinoseki-shi) est une ville située dans la préfecture d'Iwate, au Japon.

## Géographie

### Situation
La ville d'Ichinoseki est située dans le sud de la préfecture d'Iwate, sur l'île de Honshū, au Japon.

### Démographie
Au 1er avril 2018, la population d'Ichinoseki était de 118 270 habitants, répartis sur une superficie de 1 256,42 km2.

### Hydrographie
Ichinoseki est traversée par le fleuve Kitakami.

## Histoire
Durant l'époque d'Edo (1602-1868), Ichinoseki s'est développée en tant que jin'ya du domaine d'Ichinoseki.
La ville moderne a été officiellement fondée le 1er avril 1948.

## Économie
Ichinoseki est candidate pour héberger l'International Linear Collider (ILC).

## Transports
Ichinoseki est desservie par la ligne Shinkansen Tōhoku et les lignes classiques Tōhoku et Ōfunato. La gare d'Ichinoseki est la principale gare de la ville.

## Culture locale et patrimoine

### Patrimoine naturel
Ichinoseki abrite deux sites naturels du parc quasi national de Kurikoma : Genbikei et Geibikei.

## Personnalités liées à la municipalité
- Mikishi Abe (1883-1965), architecte
- Keiko Fuji (1951-2013), actrice et chanteuse